# (7382) Bozhenkova
(7382) Bozhenkova est un astéroïde de la ceinture principale.

## Description
(7382) Bozhenkova est un astéroïde de la ceinture principale. Il fut découvert le 8 septembre 1981 à Naoutchnyï par Lioudmila Jouravliova. Il présente une orbite caractérisée par un demi-grand axe de 3,19 UA, une excentricité de 0,24 et une inclinaison de 2,0° par rapport à l'écliptique.

## Compléments